# Mehika
Združene mehiške države ali na kratko Mehika (špansko: México, uradno Estados Unidos Mexicanos; v Španiji se včasih uporablja alternativno črkovanje Méjico, vendar je to močno zastarelo v ostalem špansko govorečem svetu) je obmorska zvezna država v Severni Ameriki, ki na severu meji na Združene države Amerike, na jugovzhodu na Gvatemalo in Belize, na zahodu na Tihi ocean, ter na vzhodu na Mehiški zaliv in Karibsko morje.

## Zgodovina
Mehika je bila zibelka številnih razvitih indijanskih civilizacij, kot so bili Maji in Azteki. Prihod Špancev v 16. stoletju in njihovo osvajanje azteške države leta 1521 zaznamuje začetek kolonialne dobe Mehike kot dela Nove Španije.
Leta 1810 je Mehika razglasila neodvisnost od Španije, kar je po dolgotrajni vojni vodilo do samostojnosti leta 1821. Po osamosvojitvi se je ozemlje Mehike postopno krčilo na račun ozemelj, ki jih je Mehika bodisi prodala ZDA, bodisi izgubila v mehiško-ameriški vojni, ter na račun osamosvojitve srednje-ameriških držav. V 60. letih 19. stoletja so Mehiko zasedle francoske sile, ki so jih izgnali nasprotniki pod vodstvom mehiškega domoljuba Benita Juáreza.
Nezadovoljstvo z nedemokratičnim režimom, ki ga je vodil Porfirio Diaz, je leta 1910 vodilo do mehiške revolucije. Revolucionarne sile so porazile zvezno vojsko, zaradi notranjih trenj pa je država ostala nemirna še več kot dvajset let. Po koncu revolucije je Institucionalna revolucionarna stranka (PRI) ostala na oblasti vse do konca 20. stoletja.

## Geografske značilnosti
Mehika je ena izmed redkih dežel, ki se lahko pohvalijo z zelo raznoliko pokrajino. Tu se raztezajo širne puščave in tropski gozdovi, visoke gorske verige in peščena obrežja. Skoraj polovica države leži na nadmorski višini višji od 1500 m. Najvišji je vulkan Pico de Orizaba (5610 m) in leži na meji med zveznima državama Puebla in Veracruz, najnižje je glavno mesto zvezne države Baja California, Mexicali in leži deset metrov pod morsko gladino.
Mehika leži v Srednji Ameriki med Mehiškim zalivom na vzhodu in Tihim oceanom na zahodu, na severu meji na Združene države Amerike (3326 km skupne meje), na jugovzhodu na Gvatemalo in Belize (962 km meje) ter Karibsko morje. Površina znaša 1.972.550 km2. Ima 12.540 km dolgo obalo, od tega pripada Pacifiku 8200 km in Atlantiku 3200 km. K Mehiki sodi tudi 600 km oddaljeno vulkansko otočje Revillagigedo v Tihem oceanu. Največji je otok Socorro (129 km2), ostali so še Clarion, Partida in San Benedicto. Edino naselje na otokih je na Socorru in ima 200 prebivalcev.
Mehiško višavje, ki je po pokrajinskih značilnostih nadaljevanje ameriškega goratega zahoda, se razprostira od mejne reke Rio Bravo del Norte na severu do Tahuantepeške ožine na jugovzhodu. Sestavljajo ga visoke planote, ki jih razmejujejo vzporedne gorske verige in obrobljajo gorovja z zelo strmimi in globokimi soteskami. Na zahodu in jugozahodu se raztezajo široke obrežne ravnice. Na severu je visoko okoli 1300 m, proti jugu pa se dvigne do 2500 m. V severnem delu (Mesa del Norte) so obsežne puščave s slanimi kotanjami na dnu in obdane z nizkim gričevjem.
Med krajem San Luís Potosí in Ciudad de México leži na nadmorski višini 2100 do 2300 m Mehiško višavje (Mesa Central, tudi Mesa de Anáhuac), ki je najgosteje naseljeno območje v državi. Tu so med gorami kotline: Mehiška, Pueblanska in Guadalajarska. Mehiško višavje je obdano z gorskimi verigami: 
- na zahodu je 1200 km dolga in do 200 km široka Sierra Madre Occidental z najvišjim vrhom Cerro Gordo (3340 m). Gradijo jo tektonsko premaknjene visoke planote in globoke doline (kanjoni) z znamenitim Copper Canyonom in se na jugozahodu spušča proti obali Tihega oceana. Širše ravnice so nastale le na vršajih rek.
- Sierra Madre Oriental je mlado nagubano gorstvo oziroma več vzporednih gorskih hrbtov in vmesnih dolin z najvišjim vrhom Cerro San Rafael (3710 m), ki se spušča proti Mehiškemu zalivu.
- Na jugu se Mehiško višavje zaključi z gorsko verigo Cordillera Neo-Volcánica ali »vulkanska os«, ki jo sestavljajo mlajši vulkani. Mednje spadajo najvišje gore v državi – Pico de Orizaba, ki se dviga JV od glavnega mesta (5610 m), Popocatépetl (5452 m), Iztaccíhuatl (5220 m) in Nevado de Toluca (4704 m).
- Južno od »vulkanske osi« je dolina reke Balsas - Grand Valle del Sur, njej nasproti pa starejše gorstvo iz kristalinskih kamnin – Sierra Madre del Sur, ki ločuje Mehiško višavje in planote Oaxaca, kjer so nekoč Azteki kopali svoje zlato. Tu je najvišji vrh Cerro Nube Flan (3750 m).

Najožji del Mehike je 200 km široka Tehuantepeška ožina, ki predstavlja mejo med Amerikama. Nizka planota deli verigo Sierra Madre med Južno Sierra Madre na severu in Sierra Madre de Chiapas na jugu. Najvišja točka, Ožina ima 224 m nadmorske višine. To območje predstavlja najkrajšo razdaljo med Mehiškim zalivom in Tihim oceanom.
Še bolj proti jugu se 300 km dolgo Chiapaško višavje dvigne več kot 3000 m visoko z gorskimi hrbti in dolinami, ki potekajo v smeri SZ-JV, nato pa se v stopnjah spušča proti severovzhodu na zakraselo ploščo polotoka Jukatan, kjer prevladujejo tropski deževni gozd in suhe savane.
Na severu ni površinskih voda, ki bi odtekale v morje, občasno se potoki stekajo v slane kotanje. V srednjem delu se reke iz višavja stekajo v morja skozi globoke kanjone. Največji mehiški reki sta: Balsas dolga 771 km in teče v Tihi ocean in Usumacinta (mehiški del 602 km, skupaj z gvatemalskim 970 km), ki teče v Mehiški zaliv in je v dolžini 480 km plovna. Druge reke so še Rio Grande de Santiago, Grijalva, Motagua, reka Ulua in Hondo. Največje sladkovodno jezero je Chapala s 1112 km².

## Družbena geografija
Po ustavi s 5. februarja 1917 je Mehika predsedniška zvezna republika. Vsaka od 31 držav in zvezno okrožje je suverena v notranjih zadevah in prostovoljno združena v federacijo. Volilno pravico imajo vsi državljani starejši od 18 let, poročeni starejši od 16 let. Predsednika republike volijo za 6 let in ima le en mandat. Ima velike pristijnosti: je predsednik vlade, imenuje ministre, sodnike vrhovnih sodišč in vrhovnega tožilca ter diplomatske predstavnike v tujini. Zvezni kongres (Congreso de la Union) je dvodomen: predstavniški dom in senat. Predstavniški dom (Cámara de Diputados) ima 500 članov, voljeni so za tri leta. Senat (Cámara de Senadores) ima 128 članov, po 4 iz vsake države in okrožja, izvoljeni so za 6 let. Zvezne države imajo lastne ustave in parlament, vodijo jih guvernerji, ki so voljeni za 6 let, člani parlamenta imajo triletni mandat.
Največja mesta v Mehiki, vsa so Megacity, so Ciudad de Mexico, Guadalajara, Monterrey, Ecatepec, Puebla, Nezahualcóyotl, Ciudad Juarez, Tijuana, Leon in Zapopan. Večinoma se nahajajo v notranjosti, obalna območja so redko poseljena. Metropolitansko območje glavnega mesta ima 18 % celotnega prebivalstva Mehike. To je tudi gospodarsko središče, ki združuje okoli tretjino storitvenega in trgovinskega sektorja ter porabi dve tretjini sredstev zase. Dve tretjini proračuna za visokošolsko izobraževanje v Mehiki in tri četrtine proračuna za raziskave se vlagajo v glavnem mestu.
| Metropolitanske regije v Mehiki (Uradni podatki o prebivalstvu Mehike, 2009) |                        |                       |                     |          |                        |                      |                     |                                       |
| Številka                                                                     | Metropolitanska regija | Zvezna država         | število prebivalcev | Številka | Metropolitanska regija | Zvezna država        | število prebivalcev | slike                                 |
| 1                                                                            | Ciudad de Mexico       | D.F., México, Hidalgo | 21.163.226          | 12       | Querétaro              | Querétaro            | 1.036.154           | Tijuana Guadalajara Zapopan Monterrey |
| 2                                                                            | Guadalajara            | Jalisco               | 4.365.104           | 13       | Mérida                 | Jukatan              | 954.813             | Tijuana Guadalajara Zapopan Monterrey |
| 3                                                                            | Monterrey              | Nuevo León            | 3.985.457           | 14       | Mexicali               | Baja California      | 926.042             | Tijuana Guadalajara Zapopan Monterrey |
| 4                                                                            | Puebla                 | Puebla, Tlaxcala      | 2.647.099           | 15       | Aguascalientes         | Aguascalientes       | 906.758             | Tijuana Guadalajara Zapopan Monterrey |
| 5                                                                            | Veracruz               | Veracruz              | 2.584.034           | 16       | Cholula                | Puebla               | 872.765             | Tijuana Guadalajara Zapopan Monterrey |
| 6                                                                            | Tijuana                | Baja California       | 1.784.034           | 17       | Cuernavaca             | Morelos              | 850.405             | Tijuana Guadalajara Zapopan Monterrey |
| 7                                                                            | Toluca                 | México                | 1.775.337           | 18       | Chihuahua              | Chihuahua            | 839.129             | Tijuana Guadalajara Zapopan Monterrey |
| 8                                                                            | León                   | Guanajuato            | 1.554.786           | 19       | Tampico                | Tamaulipas, Veracruz | 834.983             | Tijuana Guadalajara Zapopan Monterrey |
| 9                                                                            | Ciudad Juárez          | Chihuahua             | 1.407.849           | 20       | Culiacán               | Sinaloa              | 793.730             | Tijuana Guadalajara Zapopan Monterrey |
| 10                                                                           | Comarca Lagunera       | Coahuila, Durango     | 1.118.612           | 21       | Saltillo               | Coahuila             | 792.697             | Tijuana Guadalajara Zapopan Monterrey |
| 11                                                                           | San Luis Potosí        | San Luis Potosí       | 1.036.555           | 22       | Acapulco               | Guerrero             | 786.830             | Tijuana Guadalajara Zapopan Monterrey |

## Upravna delitev
Mehika je upravno razdeljena na 31 zveznih držav (špansko estados) in Mehiško zvezno okrožje (Distrito Federal), ki obsega glavno mesto, Ciudad de México. Države so razdeljene v skupaj 2400 občin, zvezno okrožje pa na 16 delegaciones. Državam načeljujejo guvernerji.
| Zvezna država                     | Glavno mesto              | Ustanovljena | Prebivalstvo | Površina    |
| --------------------------------- | ------------------------- | ------------ | ------------ | ----------- |
| Aguascalientes                    | Aguascalientes            | 1835         | 1.133.137    | 5.625 km2   |
| Baja California                   | Mexicali                  | 1952         | 3.122.408    | 71.546 km2  |
| Baja California                   | La Paz                    | 1974         | 558.425      | 73.943 km2  |
| Campeche                          | San Francisco de Campeche | 1857         | 791.322      | 57.727 km2  |
| Chiapas                           | Tuxtla Gutiérrez          | 1824         | 4.483.886    | 73.681 km2  |
| Chihuahua (zvezna država)         | Chihuahua                 | 1824         | 3.376.062    | 247.487 km2 |
| Coahuila                          | Saltillo                  | 1824         | 2.615.574    | 151.445 km2 |
| Colima                            | Colima                    | 1857         | 597.043      | 5.627 km2   |
| Distrito Federal Ciudad de Mexico | Ciudad de Mexico          | 1824         | 8.839.361    | 1.479 km2   |
| Durango                           | Victoria de Durango       | 1824         | 1.547.597    | 123.367 km2 |
| Guanajuato                        | Guanajuato                | 1824         | 5.033.276    | 30.621 km2  |
| Guerrero                          | Chilpancingo de los Bravo | 1849         | 3.143.292    | 63.794 km2  |
| Hidalgo (zvezna država)           | Pachuca de Soto           | 1869         | 2.415.461    | 20.856 km2  |
| Jalisco                           | Guadalajara               | 1824         | 6.989.304    | 78.630 km2  |
| México                            | Toluca                    | 1824         | 14.739.060   | 22.333 km2  |
| Michoacán                         | Morelia                   | 1824         | 3.971.225    | 58.667 km2  |
| Morelos                           | Cuernavaca                | 1869         | 1.668.343    | 4.892 km2   |
| Nayarit                           | Tepic                     | 1917         | 968.257      | 27.862 km2  |
| Nuevo León                        | Monterrey                 | 1824         | 4.420.909    | 64.203 km2  |
| Oaxaca (zvezna država)            | Oaxaca de Juárez          | 1824         | 3.551.710    | 93.343 km2  |
| Puebla                            | Puebla de Zaragoza        | 1824         | 5.624.104    | 34.251 km2  |
| Querétaro                         | Santiago de Querétaro     | 1824         | 1.705.267    | 11.658 km2  |
| Quintana Roo                      | Chetumal                  | 1974         | 1.290.323    | 42.535 km2  |
| San Luis Potosí                   | San Luis Potosí           | 1824         | 2.479.450    | 61.165 km2  |
| Sinaloa                           | Culiacán Rosales          | 1831         | 2.650.499    | 57.331 km2  |
| Sonora                            | Hermosillo                | 1831         | 2.499.263    | 184.946 km2 |
| Tabasco                           | Villahermosa              | 1824         | 2.045.294    | 24.747 km2  |
| Tamaulipas                        | Ciudad Victoria           | 1824         | 3.174.134    | 80.148 km2  |
| Tlaxcala                          | Tlaxcala de Xicohténcatl  | 1857         | 1.127.331    | 3.997 km2   |
| Veracruz                          | Xalapa-Enríquez           | 1824         | 7.270.413    | 71.856 km2  |
| Jukatan                           | Mérida                    | 1824         | 1.909.965    | 39.671 km2  |
| Zacatecas                         | Zacatecas                 | 1824         | 1.380.633    | 75.416 km2  |

## Podnebje
Zelo velike podnebne razlike so med puščavskim severom in tropskim jugom, med dobro namočenim vzhodom in suhimi tihoocenskimi obalami. Severno subtropsko puščavsko podnebje ima do 250 mm padavin, na jugu ob visokih temperaturah pasatni vetrovi prinašajo dež (deževna doba traja od junija do oktobra). Ob Mehiškem zalivu je do 2500 mm padavin, na nasprotni obali manj kot 250 mm. Podnebje se zelo spreminja tudi z nadmorsko višino. Poznani so višinski pasovi:
- tierra caliente (vroči pas) do 800 m nadmorske višine;
- tiera templada (zmerno topli svet) od 800 do 1800 m nadmorske višine;
- tiera fría (mrzli svet) od 1800 do 4000 m nadmorske višine;
- tiera helada (ledeni svet) nad 4000 m nadmorske višine.

## Tla, rastlinstvo in živalstvo
Mehika ima najrodovitnejša tla na mlajših rečnih naplavinah ob Mehiškem zalivu in na vulkanskih tleh (andosoli) v južnih predelih Mehiškega višavja. Puščavska tla (jermosoli) prevladujejo na severu, na jugu pa prevladujejo lateritna izprana tla (feralsoli).
Rastlinstvo se razlikuje glede na višinske pasove. Tako najdemo polpuščavsko rastje, stepsko in trnasto v severnih delih države, v terri caliente je tropski deževni gozd, v tierri templadi je subtropsko zimzeleno rastje, v tierri frii so hrastovi in borovi gozdovi, in na koncu visokogorske rastline. Snežna meja je na okoli 5000 m nmv.
Mehika je ena od dvanajstih držav na svetu, ki imajo najbolj pestro biološko raznovrstnost. V Mehiki živi 200.000 različnih vrst, oziroma 10-12 odstotkov vseh prisotnih vrst na zemlji. Mehika je s 763 poznanimi vrstami na prvem mestu po plazilcih, s 448 vrstami na drugem mestu po sesalcih in četrta z 290 znanimi vrstami dvoživk. Flora obsega 26.000 različnih vrst. Približno 2.500 vrst je zaščitenih z zakonom.
Mehika ima 170.000 kvadratnih kilometrov zavarovanih naravnih območij. To je 34 biosfernih rezervatov, 67 narodnih parkov, 4 naravne spomenike, 26 območij zavarovanih rastlinskih in živalskih vrst, 4 območja za zaščito naravnih virov (varstvo tal, zaščita podtalnice in gozdovi) in 17 zatočišč bogatih z različnimi vrstami).

## Prebivalstvo
Med današnjim mehiškim prebivalstvom je le 9 % ameriških domorodcev, vendar tudi mnogi mestici (skoraj 70 % jih je) ohranjajo stare običaje in ohranjajo kulturno dediščino svojih prednikov. V Mehiškem višavju živijo Nahuji, potomci Aztekov, na polotoku Jukatan so se še ohranili potomci Majev. Ohranila so se tudi manjša indijanska plemena: Seri v severozahodni državi Sonori, Tarahumari na planoti Sierra Madre Occidental, Vičoli na severu držav Jalisco in Nayarit, Taraski na jugozahodu Mehike, Čamuli v Chiapasu in še nekatera druga. Približno 2 % prebivalstva predstavljajo Španci.

### Naraščanje prebivalstva
Mehika spada med latinsko ameriške države, v katerih je v štiridesetih letih izbruhnila tako imenovana »eksplozija prebivalstva«, saj se je zaradi boljših življenjskih razmer in večje zdravstvene oskrbe umrljivost močno pomanjšala. Medtem ko je leta 1940 živelo v Mehiki 19,7 milijona ljudi, jih je danes več kot 130,3 milijonov. Politika načrtovanja družine, ki jo je uvedla vlada, da bi omejila število rojstev, še ni prinesla želenih sadov in tako je delež mladih v prebivalstvu čedalje večji. Tako ostaja še vedno najresnejši problem države, kako zagotoviti hrano, stanovanje in obleko vsem prebivalcem.

### Jeziki
Uradni jezik v Mehiki je španščina, čeprav to ni zapisano v zakonodaji. Skupaj s španskim je v Mehiki uradno priznanih še 62 avtohtonih jezikov.
Mehiško Ministrstvo za kulturo deli govorjene jezike v enajst družin, 68 jezikovnih skupin in 364 narečij. Komisija za razvoj staroselcev je v letu 2005 izvedla raziskavo, kjer je ugotovila, da prevladujejo avtohtoni jeziki pri približno šestih milijonih državljanov.
Glede na popis iz leta 2010 6,8 % prebivalstva govori avtohtone jezike, od tega 15% ne govori špansko. 1,5 % populacije razume, vendar ne govori domačih jezikov. Med jezike z največjim številom govorcev spadajo Náhuatl (približno 1,6 milijona), Mayathan (okoli 800.000), Mikstek (500.000), Tzeltal (okoli 470.000), Zapotek (okoli 460.000) in Tzotzil (okoli 430.000). Še 16 avtohtonih jezikov ima več kot 100.000 govorcev, več kot v katerikoli drugi državi v Ameriki. Največji delež govorcev je v južni Mehiki v zveznih državah Oaxaca, Chiapas in Yucatan.
Ker pri nekaterih avtohtonih ljudstvih le starejši ljudje obvladajo svoj jezik, je vodja Inštituta za avtohtone jezike - Javier López Sánchez - v letu 2013 napovedal akcijski program z namenom preprečiti izumrtje teh jezikov. Zlasti Awakatekisch, Ixil, dve skupini Otomi in Zapotec so ogroženi. Zato se usposabljajo tolmači in prevajalci in ustvarjajo jezikovne atlase.
Tuji jeziki, ki so jih prinesli v Mehiko priseljenci, se ne štejejo kot nacionalni jeziki, a so priznani v uradnih statistikah. To so angleščina, francoščina in nemščina, tudi mandarinščina, arabščina in Kečua.

### Religija
87% Mehičanov je katoličanov. Rimskokatoliška cerkev je sestavljena iz 18 nadškofij, vključno z nadškofijo v Ciudad de Mexico, 73 škofij in 3 krajevne prelature.
Protestantska manjšina ima 7,5 % vernikov. Anglikanska cerkev obsega šest škofij.
3,5% prebivalstva ne pripada nobeni veroizpovedi, 0,36% pa je drugih religij, vključno z islamom. Vera ima velik pomen, predvsem med podeželskim prebivalstvom in manj za prebivalce mest.

### Ples in glasba
Mehičani se strastno predajajo glasbi in plesu. Glasba in ples sta del njihovega vsakdanjega življenja, veliko vlogo pa imata ob posebnih priložnostih. Najočitnejši in najmočnejši vpliv na glasbo ima španska tradicija, veliko pesmi pa izvira iz časa pred prihodom Špancev. Iz tistih časov so se ohranili mnogi plesi, deloma po zaslugi zgodnjih krščanskih misijonarjev, ki so spodbujali Indijance, da so jih izvajali v čast in slavo novega boga.
Mehičani obožujejo javne prireditve in najrazličnejša praznovanja. Poleg številnih verskih praznikov, ki jih spremljajo velike procesije in glasba, je v večjem delu Mehike skoraj ob vsakem času mogoče poslušati skupine mariachi, ki jih sestavljajo violine, trobente in kitare, za južno Mehiko pa so značilni veseli zvoki marimbe.
Eden najstarejših plesov, ki se je ohranil vse do današnjih dni, je valador in je totonaškega izvora. Indijanec, ki igra na flavto in boben, pleše v krogu na majhni ploščadi, pritrjeni na vrh visokega stebra. Nato se »štirje wtfleteči Indijanci« spustijo z glavo navzdol po vrveh, ovitih okoli vrha tega stebra. Ta obred predstavlja vezi, ki povezujejo bogove, ki skrbijo za hrano, in rodovitno naravo, ki sprejema njihove darove. Približno do leta 1960 je bilo ta ples mogoče videti le ob posebnih slavnostih domačinov, danes pa jo kot turistično privlačnost izvajajo vsako leto.
Čeprav je razvoj turizma povzročil na en način siromašenje kulture in domače obrti, je pa po drugi strani pripomogel k temu, da so se ohranile in celo oživele nekatere stare tehnike in tradicionalne oblike ter prireditve, ki bi drugače izumrle.

## Gospodarstvo
Gospodarstvo Mehike je v letu 2002 doseglo približno 640 milijard ameriških dolarjev in s tem doseglo 10. mesto na svetovni lestvici. Je vodilna sila v Latinski Ameriki. Mehika je trenutno uvrščena na 8 mesto po izvozu na svetu.
Bruto domači proizvod (571 milijard €, doseglo 37.730.000 ljudi v letu 2004) je razdeljen na :
- Kmetijstvo: 4 % BDP proizvede 18 % zaposlenih
- Industrija: 27,2 % BDP proizvede 24 % zaposlenih
- Storitve : 68,8 % BDP proizvede 58 % zaposlenih

Mehiško gospodarstvo je bilo močno deregulirano in privatizirano leta 1990. Prevlada zasebnih podjetij se še naprej povečuje in privatizacija železnic, pristanišč in letališč se bliža koncu, kot tudi nadaljnja privatizacija bank. Liberalizacija energetskega sektorja se nadaljuje. V telekomunikacijah in petrokemični industriji so še vedno v teku reforme. Industrija Maquiladora (sestavljalnice) je okrepila svoj položaj v mehiškem gospodarstvu in v glavnem prevladuje v tekstilni industriji.
Kmetijstvo pridela največ koruze, pšenice, soje, riža, fižola, volne, kave, sadja, paradižnika, govedine, perutnine, mlečnih izdelkov, izdelkov iz lesa.
Proizvodnja / produkcija: hrane in pijače (vino, tekila), tobak, kemikalije, železo in jeklo, nafta, gradbeni materiali, mineralne surovine, tekstil, oblačila, motorna vozila, potrošniške dobrine, turizem.
Izvoz: Blago iz naftnih derivatov, srebro, sadje, zelenjava, avokado, kava, volna, alkohol, tobak.
Izvoz v ZDA: 81 %, Kanada 5,9%, Japonska 1,1% (2004).
Uvoz : Metal - delovni stroji, tovarne (deli) za predelavo jekla, kmetijska mehanizacija, električna oprema, avtomobilski deli, stroji, letala in letalski deli.
Uvoz iz: ZDA 65,8%, Nemčija 3,8%, Kitajska 3,7 % (2004).
Mehika je članica WTO (World Trade Organization) ter OECD (Organisation for Economic Cooperation and Development). Je tudi podpisnica sporazumov o prosti trgovini z EU, Severno Ameriko, EFTA (European Free Trade Association), Mercosur zvezo, Japonsko in Izraelom. Podpisan ima tudi trgovinski sporazum z 21 državami iz Sao Paulo skupine GSTP (Global System of Trade Preferences among Developing Countries).
Viri: CIA World Factbook Arhivirano 2018-01-29 na Wayback Machine., Informacije zunanjega ministrstva Mehike

## Promet
Železnice:  skupaj ima Mehika 17.166 km železniških prog standardne širine 1,435 m, 22 km elektrificiranih (2008). Železnice upravljati privatni družbi Ferrocaril Mexicana in TFM (Transportacion Ferroviaria Mexicana).
Ceste: skupaj je 366.095 km cest vseh kategorij od tega moderniziranih 132.289 km (vključno 6.279 km hitrih cest) in makadamskih 233.806 km (2008). S podljevanjem koncesij, hitro gradijo mrežo avtocest. Skozi Mehiko poteka tudi Panameriška cesta
Vodne poti:  2.900 km (plovnih rek in obalnih kanalov večinoma povezanih s pristanišči na vzhodni obali) (2012)
Trgovska pristanišča: skupaj 52
- po vrsti: za razsuti tovor 5, za tovor 3, za kemične tankerje 11, za utekočinjeni plin 3, za potnike/tovor 10, za naftne tankerje 17, roll on / roll off 3
- v tuji lasti: 5 (1 Francija, Grčija 2, Južna Afrika 1, ZAE 1)
- registrirani v drugih državah: 12 (Antigva in Barbuda 1, Marshallovi otoki 2, Panama 5, Portugalska 1, Španija 1, Venezuela 1, neznano 1) (2010)

Pristanišča in terminali: Altamira, Coatzacoalcos, Lazaro Cardenas, Manzanillo, Salina Cruz, Veracruz. Naftni terminali: Cayo Arcas terminal, Dos Bocas terminal.
Letališča
Mehika ima državno mrežo modernih letališč. Sistem velja za varnega in zanesljivega. Vsako metropolitansko območje z več kot 500.000 prebivalci ima mednarodno letališče. V Mehiki je 1834 letališč, in je tretja po številu letališč na svetu.
Sedem največjih letališč v državi, ki opravijo 90% prometa je:
1. Benito Juarez v Ciudad de Mexico
2. Cancún
3. Don Miguel Hidalgo in Costilla (Guadalajara)
4. General Mariano Escobedo (Monterrey)
5. General Abelardo L. Rodríguez (Tijuana)
6. General Juan N. Álvarez (Acapulco)
7. General Heriberto Jara (Veracruz)
8. Licenciado Gustavo Díaz Ordaz (Puerto Vallarta)

Vsa letališča so v zasebni lasti z izjemo mednarodnega letališča v Ciudad de Mexico. To letališče je največje v Latinski Ameriki in odpravi okoli 26 milijonov potnikov na leto.
V Mehiki obstaja več kot 70 letalskih prevoznikov. Največja letalska družba je Aeromexico. Manjše letalske družbe so regionalne hčerinske družbe Aeroméxica - Volaris, InterJet, Aeromar, VivaAerobus, Magnicharters in Republicair.
Viri: CIA World Factbook Arhivirano 2018-01-29 na Wayback Machine.

## Naravne in kulturne znamenitosti

### Ciudad de Mexico
Okoli leta 1325 so Azteki zgradili na otoku v jezeru Texcoco mesto Tenochtitlán, ki je postalo prestolnica azteškega imperija. Potem, ko so ga leta 1521 zavzeli in porušili španski osvajalci, je njihov vodja, Hernando Cortés, dal zgraditi na istem kraju špansko mesto. Mesto se je večalo in Španci so izsušili velik del jezera, da bi preprečili velike poplave med sušnimi obdobji. Nevarnost poplav pa so odpravili šele leta 1910, ko so zgradili velik odvodni prekop Gran Canal de Desagüe, po katerem so speljali odvečno vodo v reko Tula. Tako so dobili nov prostor za gradnjo, čeprav se je zlasti leta 1985 pokazalo, da so visoke stavbe, zgrajene na neutrjenem dnu nekdanjega jezera, občutljive za potrese.
Zaradi mehkih tal se Mexico (na dolgo Ciudad de México) močno ugreza. Tako kot vsa ostala ameriška velemesta (New York, Los Angeles, Čikago, Sao Paulo, Buenos Aires, Lima, Bogotá, Caracas, Rio de Janeiro, Havana in tako naprej,...), spada mehiško glavno mesto med mesta z največ kriminala na svetu.
Zaradi velikosti glavnega mesta sodi tudi njeno letališče med največja letališča na svetu. Je glavno kulturno, gospodarsko, industrijsko in politično središče države in je hkrati največja metropola na svetu. Leta 1988 je živelo v njem 18 milijonov ljudi, danes pa jih v tem istem mestu živi okoli 30 milijonov.
V Ciudad de Mexicu so naslednje znamenitosti:
- Trg Zócalo (Plaza de la Constitución) z izkopaninami azteškega Templo Mayor,
- Metropolitanska stolnica (1563-1681),
- Palacio National s freskami (murali) Diega Rivere,
- Casa de los Azulejos (1596),
- cerkev svetega Frančiška Asiškega (18. stoletje),
- Torre Latinoamericana, nebotičnik,
- park Chapultepec z gradom, danes Narodni zgodovinski muzej
- Narodni antropološki muzej in drugi muzeji,
- Bazilika Nuestra Señora de Guadalupe, zavetnica Mehike in romarski kraj
- središče mesta in jezero Xochimilco ter hiša arhitekta Luisa Barragana so del Unescove svetovne dediščine.

### Teotihuacán
Teotihuacán je arheološki park z zgradbami in trgi kultur iz obdobja 4. stoletja pred našim štetjem do 6. stoletja našega štetja. Leži SV od Ciudad de Mexico v njegovi neposredni bližini. Mesto je bilo ogromno, merilo je 20 km², na višku moči je tukaj živelo 200.000 ljudi. Danes so vidni ostanki piramide Sonca (stranica meri 222 m, višina je 45 m), piramide Lune, Quetzalcóatlovo svetišče in druga, ki se nahajajo vzdolž 2 km dolgega trga oziroma ulice imenovane Calle de los Muertos. Je del Unescove svetovne dediščine.

### Puebla
Puebla de Zaragoza, tudi Puebla de Zaragoza, je glavno mesto istoimenske mehiške zvezne države. Leži južno od glavnega mesta Mehike, na nadmorski višini 2160 m. Lepo je ohranjeno staro mestno jedro s stavbami iz kolonialnega obdobja (so del Unescove svetovne dediščine). Znamenita je katedrala (1575 - 1649), dominikanska cerkev Santo Domingo (1596 - 1659), Casa del Alfeñique, danes pokrajinski muzej (15. st.), samostan Santa Monika, danes Muzej cerkvene umetnosti in samostan Santa Rosa v katerem je danes Muzej obrti.

### Oaxaca
Oaxaca, tudi Oaxaca de Juárez, je glavno mesto istoimenske mehiške zvezne države. Nahaja se v regiji Siera Madre del Sur. Lepo je ohranjeno staro mestno jedro s stavbami iz kolonialnega obdobja, ki je tudi del Unescove svetovne dediščine. Pomembna je dominikanska cerkev Santo Domingo (16.-17.st.), baročna cerkev Nuestra Señora de la Soledad (1682-90) in Pokrajinski muzej. V bližini se nahaja arheološki park Mitla z zapoteškimi in misteškimi stavbami iz 10. - 15. stoletja.

### Monte Alban
Arheološki park z izkopaninami Zapotekov se nahaja na vzpetini nad mestom Oaxaca. Vrhunec je mesto doživelo v letih med 300 in 900, opuščeno je bilo v 10. stoletju. Okoli Gran Plaza, 300 m dolge ploščadi, so nanizane kamnite zgradbe, svetišča, velika kvadratna piramida in druge. Je del Unescove svetovne dediščine.

### Calakmul
V notranjosti polotoka Jukatan v deževnem gozdu ležijo ostanki veličastnega majevskega mesta Calakmul. Mesto je bilo poseljeno od leta 1000 pr.n.št. in je svoj višek doseglo med letma 600 in 900 našega štetja. Tukaj se nahajajo ruševine palač, trgi, piramide, okrašeni stebri in grobnice. Calakmul je del Unescove svetovne dediščine.

### Campeche
Campeche je pristaniško mesto ob Mehiškem zalivu na polotoku Jukatan. Ustanovljeno je bilo leta 1540, v 17. - 18. pa obzidano zaradi nenehnih piratskih napadov. Staro mestno jedro ima baročno zasnovo in številne kolonialne stavbe. Je del Unescove svetovne dediščine.

### Chichén Itzá
Arheološki park Chichen Itza z ostanki majevskih zgradb je med najbolj restavriranimi. Mesto je bilo ustanovljeno v 6. stoletju, svoj višek je doživelo v letih med 900 in 1200, v 15. stoletju pa je bilo opuščeno. Znamenite so zgradbe: Kukulcánovo svetišče (El Castillo) ali Svetišče pernate kače, Svetišče jaguarjev, Svetišče vojščakov z dvoriščem tisočerih stebrov, Astronomski observatorij (El Caracol), nogometno igrišče. V parku je tudi kraška udornica Cenote de los Sacrificions v kateri je Sveto jezero, ki so ga uporabljali Maji pri svojih žrtvenih obredih. Mesto je del Unescove svetovne dediščine.

### Palenque
Izkopanine majevskega mesta Palenque ležijo v tropskem gozdu na obrobju Chiapaškega višavja. Mesto je svoj vrhunec doživelo v letih 600 - 900, nakar je bilo opuščeno. Svetišče v obliki piramide je Svetišče napisov z grbom kralja Pakala, sosednje zgradbe pa so še: skupina El Palacio, Svetišče sonca in druge. V neposredni bližini je tudi muzej z razstavljenimi najdbami. Je del Unescove svetovne dediščine.

### Aqua Azul
Na azurno modri kraški reki Tulijá v bližini Palequeja, ležijo znameniti lehnjakovi slapovi.

### Uxmal
V nizkem gričevju Puuc na polotoku Jukatan je arheološki park Uxmal z majevskimi ostanki. Mesto je bilo na višku moči med letoma 800 do 1000. Vidna je Velika piramida, Guvernerjeva palača in Hiša želv ter dvorišče obdano s štirimi podolgovatimi stavbami - Quadrangulo de las Monjas. Tu je še Čarovnikova piramida visoka 38 m. Je del Unescove svetovne dediščine.

### San Luís Potosí
Je glavno mesto istoimenske mehiške zvezne države in leži v srednjem delu Mehiškega višavja. Je pomembno rudarsko mesto (srebro) že od španske kolonizacije dalje. Znamenito je staro mestno jedro z baročno katedralo (1670 - 1730), vladno palačo, karmeličansko cerkvijo in verkvijo Svetega Frančiška (1680).

## Mesta Unescove svetovne dediščine[11]
- Zgodovinsko središče Ciudad de Mexica in Xochimilco
- Zgodovinsko središče Oaxaca in arheološkega najdišča Monte Albán
- Staro mestno jedro Pueble
- Ruševine in narodni park Palenque
- Predkolumbovsko mesto Teotihuacan
- Biosferni rezervat Sian Ka'an
- Staro mestno jedro Guanajuata in rudniki
- Ruševine mesta Chichén Itza
- Staro mestno jedro Morelie
- Ruševine predkolumbovskega mesta El Tajin
- Zgodovinsko mestno jedro Zacatecas
- Skalne poslikave v Sierra de San Francisco
- Zavarovano območje za kite El Vizcaíno
- Samostani iz 16. stoletja na pobočjih Popocatépetla
- Spomeniki v Querétaru
- Predkolumbovsko mesto Uxmal
- Zavetišče Hospicio Cabañas v Guadalajari
- Arheološka cona Paquimé, Casas Grandes
- Območje zgodovinskih spomenikov ob reki Tlacotalpan
- Arheološko najdišče Xochicalco
- Mesto Campeche in njegova trdnjava
- Majevsko mesto Calakmul in tropski deževni gozdovi v Campecheju
- Misijoni v Sierri Gordi v Querétaru
- Hiša in studio Luisa Barragána
- Otoki in zaščiteno območje Kalifornijskega zaliva
- Polja agave in destilarne tekile
- Kampus neodvisne narodne univerze v Mehiki (UNAM)
- Biosferni rezervat Mariposa Monarca
- San Miguel de Allende in svetišče v Atotonilcu
- Zgodovinska pot Camino Real de Tierra Adentro
- Prazgodovinske jame Yagul in Mitla v dolini Oaxaca
- Biosferni rezervat El Pinacate in Gran Desierto de Altar
- Otoki in zavarovana območja Kalifornijskega zaliva
- Akvadukt Padre Tembleque